# Леонард Сеппала
Леонард «Сепп» Сеппала (англ. Leonhard Seppala; 14 вересня 1877, Шиботн, Нур-Норге, Норвегія — 28 січня 1967, Сіетл, Вашингтон, США) — норвезько-американський кінолог та каюр, який разом зі своєю командою їздових собак на чолі з вожаком Того відіграли ключову роль у Великій гонці милосердя 1925 року. Учасник зимових Олімпійських ігор 1932 року.

## Життєпис
Народився у норвезькому селі Шиботн. Був старшою дитиною Ісака Ісаксена Сеппали (шведа за походженням) та Анни Генрікке Генріксдаттер (із квенів). Прізвище його батька фінського походження. Коли Леонарду було два роки, його родина переїхала в округ Трумс до сусіднього муніципалітету Скірвейо на острові Скірвейоя. Перебуваючи у Скірвейо, його батько працював ковалем і рибалкою. Сеппала спочатку йшов по стопах батька як коваль та рибалка. Однак у 1900 році він емігрував на Аляску під час Клондайкської золотої лихоманки. Його друг Джафет Ліндеберг повернувся з Аляски і переконав Сеппалу приїхати працювати в його гірничу компанію в Номі. У 1917 році Леонард натуралізувався та отримав громадянство США.
Під час своєї першої зими на Алясці, Сеппала став погоничем собачої упряжі в компанії Ліндеберга. Йому сподобалося їзда на нартах, про що він згадував усе життя. Він висловив задоволення від ритмічного стукання ніг собак та відчуття, як сани ковзають по снігу. Хоча більшість каюрів вважали цілком достатньою пробіг 30 миль (48 км) на день, Сеппала протягом багатьох днів проїжджав близько 160 миль. Це означало, що він працював до 12 годин на день. Він тримав своїх собак у формі протягом літа, змушуючи їх тягати нарти на колесах.

### Кар'єра каюра
У 1913 році Сеппала успадкував свою першу команду їздових собак. Ліндеберг, його друг і керівник гірничої компанії, привіз цуценят із Сибіру в подарунок досліднику Руалю Амундсену, який сподівався використати їх для своєї майбутньої експедиції на Північний полюс. Сеппалу призначили дресирувальником собак. «Я буквально закохався в них із самого початку», — згадував він; «Я ледве дочекався, коли ті пси розпочнуть свої тренування». Коли Амундсен скасував свою експедицію за кілька тижнів після того, як цуценята прибули до Нома, Ліндеберг віддав їх Сеппалі.:68
1914 року Сеппала в останню хвилину вирішив позмагатись у своїх перших перегонах. Ні він, ні його помічник Сугген не знали безпечної дороги, і коли хуртовина раптово накрила на територію під час перегонів, Сеппала зрозумів, що його молоді собаки втратили слід, і всі вони ризикують загинути. Коли погодні умови покращилися, Сеппала виявив, що він та його команда опинилися на схилі пагорба, рухаючись до скель вздовж моря. Йому вдалося зупинитися на відстані 20 футів від падіння. Однак, накладки лап у багатьох його собак були порвані, а коли вони вибиралися назад, на вершину пагорба, кігті розбиті снігом, обсипаним льодом,. Кілька псів зазнали обмороження. Сеппала відчув, що він зловживав вірністю собак, піддаючи їх небезпеці смерті та каліцтва, і від сорому припинив перегони.:70–71
Гоночна кар'єра Сеппали розпочалася наступного, 1915 року. Після тісної конкуренції між ним та досвідченим каюром Скотті Алланом, Сеппала випередив його на четвертий день гонки і закінчив змагання на дві години раніше Аллана.:72–75  Він перемагав у гонці наступні два роки.

### Великі перегони милосердя
1925 року для порятунку Нома від епідемії дифтерії потрібно було доставити сироватку проти дифтерії. Першу партію з 300 240 одиниць доставили поїздом з Анкориджа до Ненани. Далі протягом 674 миль (1085 км) до Нома сироватку передавали естафетою собачих упряжок, у якій взяли участь двадцять каюрів та понад сотня собак.
Упряжка Сеппали з вожаком Того вийшла з Нома 28 січня і протягом трьох діб здолала 260 миль (420 км) до околиць Шактуліка, де ввечері 31 січня Сеппала зустрівся з упряжкою Генрі Іванова, взяв у нього вантаж сироватки й повернув назад, до Нома. Температура була близько −30 °F (−34 °С), але штормовий вітер посилював холод, температура відчувалася як −85 °F (−65 °C).
Упряжка поверталася через відкритий лід затоки Нортона.
До ночі температура знизилася до −40 °F (−40 °C), а вітер посилився до 65 миль/год (105 км/год), почалася завірюха. Команда долала лід, притримуючись берегової лінії. Вони перетнули затоку й уранці вийшли на протилежний берег. Через кілька годин після того крига в затоці скресла й її винесло в море. Хоча собаки втомилися та змерзли, однак Сеппала продовжив шлях. Щоб перетнути кряж Малого Мак-Кінлі, вони піднялися на висоту 5000 футів (1500 м), а потім спустилися до наступної зупинки в Головіні. Там близько третьої години пополудні Сеппала передав сироватку Чарлі Олсену, який, у свою чергу, передав її упряжці Гуннара Каасена з вожаком Балто.
Упряжка Сеппали здолала найбільший відрізок тих перегонів — 146 із 1085 кілометрів.

### Після перегонів милосердя
Після легендарних перегонів Сеппала та близько 40 його псів вирушили нижче 48°. Його тур закінчився в січні 1927 року гонкою в Поланді, штат Мен, де він прийняв виклик перегонів проти Артура Вальдена, засновника Собачого клубу «Нова Англія Сленд» і власника відомого пса Чінука. Сеппала виграв гонку проти Вальдена. Захоплення гонкою на собачих упряжках у Новій Англії разом із розголосом Serum Run та перемога над Уолденом дали можливість Сеппалі та його партнеру Елізабет Рікер створити сибірський розплідник у Поланді. Це стало початком поширення породи сибірського хаскі в США та Канаді.
У 1928 році Сеппала переїхав на постійне місце проживання до нового будинку поблизу Фербенкса. У 1931 році партнерство Сеппала-Рікер завершилося. Перегони на собачих перегонах були демонстраційною подією на зимових Олімпійських іграх в Лейк-Пласід 1932 року, де Сеппала заробив срібло. У 1946 році він та його дружина Констанс переїхали до Сіетла, штат Вашингтон. У 1961 році Сеппала відвідав Фербенкс та інші місця на Алясці на запрошення американського журналіста Лоуелла Томаса. Він прожив у Сіетлі до смерті. Похований у Номі.

## Кінематограф
20 грудня 2019 року історію Того та Сеппали екранізовано кінокомпанією «Walt Disney Pictures». Віллем Дафо зіграв роль Леонарда Сеппала, пес Дизель зіграв Того. Основна постановка фільму тривала з 24 вересня 2018 року по лютий 2019 року в Калгарі.